# Fiestas de San Vicente Ferrer de Vall de Uxó
Las Fiestas Patronales en honor de san Vicent Ferrer son las Fiestas Mayores de primavera de Vall de Uxó, en la Plana Baja. Durante dos semanas, la ciudad cambia su fisonomía con un completísimo programa de actos, destacando entre ellos los famosos Bous al carrer. La gran tradición y su gran calidad le valieron el año 2004 el título de Fiesta de Interés Turístico Nacional, otorgado por el Ministerio de Turismo de España.
Los días centrales de las fiestas coinciden con los de la Feria agrícola, comercial y de vehículos (FEPAM-FECOV), que recibe al año más de 115.000 visitantes provenientes de todas partes de la Comunidad Valenciana. Gracias a los documentos guardados en el Archivo de la iglesia de la Asunción sabemos que ya en el 1775 se veneraba al Santo. Por otro lado, la tradición taurina de las fiestas no empezó hasta el comienzo del siglo XX.
Uno de los actos que más gente atrae es la suelta de toros cerriles al estilo del bous al carrer, modalidad típica de la Comunidad Valenciana y que tiene mucho arraigo en la localidad. Con estos festejos, da comienzo la temporada taurina, que se prolonga hasta finales de octubre.